# El último unicornio
El último unicornio es una novela estadounidense de fantasía publicada en 1968, primer libro de Peter S. Beagle[cita requerida]. Fue adaptada como largometraje animado por Rankin y Bass en 1978, con guion del propio Beagle.

## Historia
Antes de partir, el mayor se despide en voz alta del unicornio, diciéndole que permanezca en ese bosque, protegida (por el desarrollo de la historia, se considera que el unicornio protagonista es una hembra), ya que ciertamente es la última de su especie. El unicornio le oye y aunque esas palabras le perturban, es la llegada de una mariposa, que le cuenta una historia acerca del toro de fuego que ha capturado a los demás unicornios, lo que le empuja a abandonar su hogar para encontrar la verdad. 
En su camino el unicornio encuentra diferentes personajes, como una bruja que lo captura para exhibirlo en un espectáculo junto a otras criaturas mitológicas, entre ellas la arpía Celeno, su carcelero, el incompetente mago Schmendrick, la banda de ladrones del capitán Cully, una mujer llamada Molly Grue, la gente del pueblo de Hagsgate, el loco rey Haggard y su hijo, el príncipe Lir. Con ayuda de Schmendrick, Molly y Lir, el unicornio descubre exactamente qué sucedió a los otros unicornios y finalmente, cómo enfrentarse al Toro Rojo y rescatarlos.

## Análisis
Aunque Peter Beagle es aficionado a J. R. R. Tolkien,[cita requerida] no gusta de hacer parábolas con sus novelas: sin embargo en El último unicornio está muy presente y clara la búsqueda de la verdad, o más concretamente el valor de la verdad y de la esencia de las cosas. Es posible ver cierta influencia de la obra El pájaro azul, de Maurice Materlinck,[cita requerida] porque a pesar de ser una novela para jóvenes adultos, las motivaciones de los personajes, como el rey Haggard o la gente de Hagsgate, pueden ser entendidas como motivaciones normales de la gente de cualquier parte del mundo.
- Datos: Q967268